# Aeroportul Sarh
Aeroportul Sarh (în franceză Aérodrome de Sarh) (IATA: SRH, ICAO: FTTA) este un aeroport din Regiunea Moyen-Chari, Ciad ce deservește zona Sarh. A fost numit după zona deservită.
Situat la o altitudine de 365 m, aeroportul dispune de 1 pistă.

## Infrastructură

### Piste
Aeroportul dispune de o singură pistă. Pista 04/22 are suprafața de laterite[*] și dimensiunile 1.800 m × 40 m. 